# Loisy (Meurthe i Mozela)
Loisy – miejscowość i gmina we Francji, w regionie Grand Est, w departamencie Meurthe i Mozela.
Według danych na rok 1990 gminę zamieszkiwało 367 osób, a gęstość zaludnienia wynosiła 66 osób/km² (wśród 2335 gmin Lotaryngii Loisy plasuje się na 690. miejscu pod względem liczby ludności, natomiast pod względem powierzchni na miejscu 960.).

## Populacja

Populacja Loisy w latach 1962–2008